# Borce
Borce település Franciaországban, Pyrénées-Atlantiques megyében. Lakosainak száma 114 fő (2022. január 1.). Borce Urdos, Ansó, Accous, Cette-Eygun és Etsaut községekkel határos.

## Népesség
A település népességének változása:
| Lakosok száma | 150  | 139  | 134  | 135  | 136  | 129  | 121  | 114  |
|               | 2013 | 2015 | 2017 | 2018 | 2019 | 2020 | 2021 | 2022 |